# Lepidanthrax capopennis
Lepidanthrax capopennis är en tvåvingeart som beskrevs av Hall 1976. Lepidanthrax capopennis ingår i släktet Lepidanthrax och familjen svävflugor. Inga underarter finns listade i Catalogue of Life.